# Kevin
Kevin [ˈkɛvɪn] ist ein anglisierter männlicher Vorname irischer Herkunft.

## Herkunft und Bedeutung
Der Name stammt aus dem Irischen und ist zuerst altirisch als Cóemgen [koiṽʲʝʲenʲ] belegt, mittelirisch Caoimhghín [kəiṽʲʝiːnʲ]. Die heutige Form im Neuirischen ist Caoimhín ([ˈkɰiːvʲiːnʲ]). Die bekannte Form Kevin ist die anglisierte Version des irischen Namens.
Der Name setzt sich zusammen aus dem irischen caomh (Altirisch cóem) „lieb/teuer, geliebt, zur Familie gehörig, schön, edel“ und -gin (Altirisch gein) „Geburt, Kind“.

## Namenstag
Namenstag ist am 3. Juni und am 6. Juni. Er bezieht sich auf Kevin von Glendalough, einen irischen Heiligen des 7. Jahrhunderts.

## Verbreitung des Namens
Ab den 1970er Jahren tauchte der Name Kevin erstmals in den deutschen Häufigkeitslisten der Namensgebung auf. 1977 bis 1980 spielte der bekannte englische Fußballprofi Kevin Keegan beim deutschen Club Hamburger SV, zur gleichen Zeit stieg der Vorname sprunghaft von Platz >130 auf Platz 65 der beliebtesten männlichen Vornamen. 1982 fiel er wieder auf Platz 136 ab, kehrte 1985 jedoch mit Platz 48 zurück.
Von 1990 bis 1995 rangierte „Kevin“ durchgehend unter den 12 beliebtesten Jungennamen und sprang dabei 1991 auf den ersten Platz, was auf den erfolgreichen Film Kevin – Allein zu Haus sowie auf den Schauspieler Kevin Costner zurückgeführt wird, dem in diesem Jahr der internationale Durchbruch gelang. In den folgenden Jahren bis etwa 2004 blieb der Name meist unter den 30 populärsten. Ab 2010 fiel seine Beliebtheit wieder steil ab.

## Image des Namens
Kinder und Jugendliche aus dem deutschen Sprachraum mit dem Vornamen Kevin waren in den Jahrgängen, in denen er sehr häufig vorkam, oft Ziel von herabsetzenden Witzen. Entsprechendes geschah beispielsweise auch in Frankreich. Dieses Phänomen wurde ironisch als Kevinismus bezeichnet und unter anderem in soziologischen Studien untersucht, die Vorurteile gegen die Namensträger aufdeckten.

## Varianten
- Keven
- Cevin
- Kévin (französisch)
- Kewin (polnisch)[8]
- Caoimhín (irisch)

## Namensträger
- Kevin Abosch (* 1969), irischer Konzeptkünstler
- Kevin Abstract (* 1996), US-amerikanischer Rapper, Sänger und Musikproduzent, eigentlich Clifford Ian Simpson
- Kevin Akpoguma (* 1995), deutscher Fußballspieler
- Kevin Artmann (* 1986), deutscher Fußballspieler
- Jean-Kévin Augustin (* 1997), französischer Fußballspieler
- Kevin Ayers (1944–2013), britischer Sänger und Musiker
- Kevin Bacon (* 1958), US-amerikanischer Schauspieler
- Kevin Bales (Soziologe) (* 1952), US-amerikanischer Soziologe
- Kevin Bales (Musiker) (* 1967), US-amerikanischer Jazzmusiker
- Kevin Barry (* 1969), irischer Schriftsteller
- Kevin Becker (* 1986), deutscher Poolbillard- und Snookerspieler
- Kevin Behrens (* 1991), deutscher Fußballspieler
- Kevin Benavides (* 1989), argentinischer Motorradrennfahrer
- Kevin Bickner (* 1999), US-amerikanischer Skispringer
- Kevin-Prince Boateng (* 1987), deutsch-ghanaischer Fußballspieler
- Kevin Broll (* 1995), deutscher Fußballtorwart
- Kevin Bryan (1965–2018), US-amerikanischer Jazzmusiker
- Kevin Bukusu (* 2001), deutscher Fußballspieler
- Kevin Coleman (* 1998), US-amerikanischer Fußballspieler
- Kevin Conrad (* 1990), deutscher Fußballspieler
- Kévin Constant (* 1997), französisch-guineischer Fußballspieler
- Kevin Costner (* 1955), US-amerikanischer Schauspieler
- Kevin Curren (* 1958), südafrikanischer Tennisspieler
- Kevin Cutler (* 1968), US-amerikanischer Basketballschiedsrichter
- Kevin Danso (* 1998), österreichischer Fußballspieler
- Kevin De Bruyne (* 1991), belgischer Fußballspieler
- Kevin de Gier (* 1994), niederländischer Rapper, siehe Kevin (Rapper)
- Kevin Deeromram (* 1997), schwedischer-thailändisch Fußballspieler
- Kevin Dicklhuber (* 1989), deutscher Fußballspieler
- Kevin Ehlers (* 2001), deutscher Fußballspieler
- Kevin Federline (* 1978), US-amerikanischer Tänzer und Rapper
- Kevin Fehling (* 1977), deutscher Koch
- Kevin Fend (* 1992), österreichischer Fußballtorwart
- Kevin Fickentscher (* 1988), Schweizer Fußballtorwart
- Kevin Freiberger (* 1988), deutscher Fußballspieler
- Kevin Friesenbichler (* 1994), österreichischer Fußballspieler
- Kevin Gameiro (* 1987), französischer Fußballspieler
- Kevin von Glendalough († 618), irischer Heiliger
- Kevin Goden (* 1999), deutscher Fußballspieler
- Marc-Kevin Goellner (* 1970), deutscher Tennisspieler
- Kevin Großkreutz (* 1988), deutscher Fußballspieler
- Kevin Grund (* 1987), deutscher Fußballspieler
- Kevin Hansen (* 1979), deutscher Fußballspieler
- Kevin Hart (* 1979), US-amerikanischer Schauspieler
- Kevin Harvick (* 1975), US-amerikanischer NASCAR-Rennfahrer
- Kevin Herbst (* 1994), deutscher Handballspieler
- Kevin Hingerl (* 1993), deutscher Fußballspieler
- Kevin Hoffmann (* 1995), deutscher Fußballspieler
- Kevin Hofland (* 1979), niederländischer Fußballspieler und -trainer
- Kevin Holzweiler (* 1994), deutscher Fußballspieler
- Kevin Huber (* 1985), US-amerikanischer American-Football-Spieler
- Kevin Ingreso (* 1993), deutsch-philippinischer Fußballspieler
- Kevin James (* 1965), US-amerikanischer Schauspieler
- Kevin Kampl (* 1990), slowenischer Fußballspieler
- Kevin Keegan (* 1951), englischer Fußballspieler und -trainer
- Kevin Kern (* 1958), US-amerikanischer Pianist, Musiker und Komponist
- Kevin Kerr (* 1989), schottischer Fußballspieler
- Kevin Kline (* 1947), US-amerikanischer Schauspieler
- Kevin Koffi (* 1986), ivorischer Fußballspieler
- Kevin Köppe (* 1992), deutscher Schauspieler
- Kevin Kratz (* 1987), deutscher Fußballspieler
- Kevin Kraus (* 1992), deutscher Fußballspieler
- Kevin Krisch (* 1991), österreichischer Fußballspieler
- Kevin Kruschke (* 1991), deutscher Fußballspieler
- Kevin Kühnert (* 1989), deutscher SPD-Politiker
- Kevin Kunz (* 1992), deutscher Fußballtorwart
- Kevin Kurányi (* 1982), deutscher Fußballspieler
- Kevin Lankford (* 1998), deutsch-US-amerikanischer Fußballspieler
- Kevin Lasagna (* 1998), italienischer Fußballspieler
- Kévin Le Roux (* 1989), französischer Volleyballspieler
- Kevin Limsakul (* 1997), deutsch-thailändischer Fußballspieler
- Kevin Love (* 1988), US-amerikanischer Basketballspieler
- Kevin MacPhee (* 1980), US-amerikanischer Pokerspieler
- Kevin Maek (* 1988), deutscher Fußballspieler
- Kevin Malget (* 1991), luxemburgischer Fußballspieler
- Kevin Martin (* 1993), kanadischer Pokerspieler und Reality-TV-Teilnehmer
- Kevin Mbabu (* 1995), Schweizer Fußballspieler
- Kevin McCarthy (1914–2010), US-amerikanischer Schauspieler
- Kevin McKenna (* 1980), kanadischer Fußballspieler und -trainer
- Kevin Mirallas (* 1987), belgischer Fußballspieler
- Kevin Möhwald (* 1993), deutscher Fußballspieler
- Kévin Monzialo (* 2000), französisch-kongolesischer Fußballspieler
- Kevin Müller (* 1991), deutscher Fußballtorwart
- Kevin Neufeld (1960–2022), kanadischer Ruderer, Olympiasieger
- Kevin Packet (* 1992), belgischer Fußballspieler
- Kevin Pannewitz (* 1991), deutscher Fußballspieler
- Kevin Paredes (* 2003), US-amerikanischer Fußballspieler
- Kevin Pezzoni (* 1989), deutscher Fußballspieler
- Kevin Ratajczak (* 1985), deutscher Metal-Sänger und Keyboarder
- Kevin Rauhut (* 1989), deutscher Fußballtorwart
- Kevin Rodrigues Pires (* 1991), deutsch-portugiesischer Fußballspieler
- Kevin Rudd (* 1957), australischer Politiker, ehemaliger Ministerpräsident und Außenminister Australiens
- Kevin Rudolf (* 1983), US-amerikanischer Pop-Rocksänger und Rapper
- Kevin Rüegg (* 1998), Schweizer Fußballspieler
- Kevin Russell (* 1964), britischer Sänger
- Kevin Saul (* 1980), US-amerikanischer Pokerspieler
- Kevin Saunderson (* 1964), US-amerikanischer Musiker und DJ
- Kevin Schade (* 2001), deutscher Fußballspieler
- Kevin Scheidhauer (* 1992), deutscher Fußballspieler
- Kevin Schindler (* 1988), deutscher Fußballspieler
- Kevin Schlitte (* 1981), deutscher Fußballspieler
- Kevin Schöneberg (* 1985), deutscher Fußballspieler
- Kevin Schulze (* 1992), deutscher Fußballspieler
- Kevin Schumacher (* 1997), deutscher Fußballspieler
- Kevin Scott (Badminton) (* 1965), schottischer Badmintonspieler
- Kevin Scott (Fußballspieler) (Kevin Watson Scott; * 1966), englischer Fußballspieler
- Kevin Scott (Eisschnellläufer) (John Kevin Scott; * 1969), kanadischer Eisschnellläufer
- Kevin Scott (Schiedsrichter) (* 1978), US-amerikanischer Basketballschiedsrichter
- Kevin Sessa (* 2000), deutscher Fußballspieler
- Kevin Spacey (* 1959), US-amerikanischer Schauspieler
- Kevin Strootman (* 1990), niederländischer Fußballspieler
- Kevin Stöger (* 1993), österreichischer Fußballspieler
- Kevin Stuhr Ellegaard (* 1983), dänischer Fußballtorwart
- Kevin Systrom (* 1983), US-amerikanischer Computerprogrammierer und Gründer des Online-Dienstes Instagram
- Kevin Teller alias Papaplatte (* 1997), deutscher Livestreamer und Webvideoproduzent
- Kevin Thonhofer (* 1988), österreichischer Fußballspieler
- Kevin Tittel (* 1994), deutscher Fußballtorwart
- Kevin Todd (* 1968), kanadischer Eishockeyspieler
- Kevin Trapp (* 1990), deutscher Fußballspieler
- Kevin Vogt (* 1991), deutscher Fußballspieler
- Kevin Volland (* 1992), deutscher Fußballspieler
- Kevin Wahr (* 1989), deutscher Motorradrennfahrer
- Kevin Vogt (* 1991), deutscher Fußballspieler
- Kevin Weidlich (* 1989), deutscher Fußballspieler
- Kevin Wolze (* 1990), deutscher Fußballspieler
- Kevin Zaremba (* 1987), deutscher Musik-Produzent

Als Caoimhín:
- Caoimhín Kelleher (* 1998), irischer Fußballspieler

## Fiktive Personen
- Kevin McCallister, Hauptperson der Kinofilme Kevin – Allein zu Haus, Kevin – Allein in New York und Kevin – Allein gegen alle
- Kevin Arnold, Hauptperson in der US-amerikanischen Fernsehserie Wunderbare Jahre
- Kevin Brown, Agent „K“ als Postangestellter in Men in Black II
- Kevin, Eine der Hauptpersonen im Film Minions

## Familienname
- Jean-Louis Kevin (* 1989), mauritischer Fußballtorhüter

## Sonstiges
- Kevin-Inseln, Inselgruppe in der Antarktis
- Kevinismus
- Fall Kevin